# De illusionist
De illusionist is een Nederlandse film uit 1983 van Jos Stelling met in de hoofdrollen Freek de Jonge en Jim van der Woude.
Het scenario voor de film is losjes gebaseerd op de theatervoorstelling De Tragiek van Freek de Jonge uit 1980/1981. De film heeft als internationale titel The Illusionist.

## Verhaal
Een personage (zijn naam wordt niet gemeld) kijkt om de hoek van zijn kleedkamer in het theater. In zijn fantasie kijkt hij terug op zijn jeugd op het platteland en ziet de geschiedenis van twee broers afkomstig uit een arm molenaarsgezin. Eén (hijzelf) jaagt er achter zijn eigen theaterambities aan, de ander wordt door zijn ouders naar een inrichting gestuurd. Fictie, werkelijkheid, droom en illusie gaan in elkaar over. Het personage ziet de dreigende hersenoperatie van zijn broertje, zijn moeder die zich maar op de voorgrond blijft stellen, de vader die zelfmoord wil plegen en de grootvader met geld, veel geld. Met deze bonte rij van personages beleeft het hoofdpersonage tal van avonturen waarbij onder meer veel vliegen om het leven komen. 

## Rolverdeling
| Acteur              | Personage                     |
| ------------------- | ----------------------------- |
| Freek de Jonge      | het hoofdpersonage            |
| Jim van der Woude   | het broertje                  |
| Craig Eubanks       | de illusionist                |
| Gerrie van der Klei | assistente van de illusionist |
| Gerard Thoolen      | de vader                      |
| Catrien Wolthuizen  | de moeder                     |
| Carel Lapere        | de grootvader                 |

## Scenario
Regisseur Jos Stelling zag cabaretier Freek de Jonge optreden met zijn eerste solovoorstelling De Komiek. Stelling zag onmiddellijk een film in dit optreden maar benaderde De Jonge pas een jaar later. De cabaretier was inmiddels bezig met zijn nieuwe voorstelling De Tragiek en vond dat optreden meer geschikt voor een film. Stelling en De Jonge schreven samen aan het scenario dat meer en meer het verhaal van De Tragiek losliet. Eigenlijk is De Illusionist meer het filmische vervolg op De Tragiek. Aan het einde van deze voorstelling zegt De Jonge: 'Broertje, ik kom er aan'. In De Illusionist zien we het verslag van de tocht naar het broertje dat dreigt te worden opgenomen. Het was Stelling en De Jonge al snel duidelijk dat de theaterteksten uit de voorstelling uitgesproken in de buitenlucht niet overkwamen. Dit bleek ook uit de proeffilmopnamen die werden gemaakt in Friesland. Dus verdwenen de dialogen en monologen uit de film. 

## Productie
De samenwerking tussen twee creatieve geesten (Stelling en De Jonge) verliep niet zo soepel. Tot aan de eindmontage streed de regisseur met de cabaretier en theatermaker over vrijwel alle aspecten van de film. Big Boy Productions, het productiebedrijf van De Jonge, was medeproducent van de film en De Jonge zag zich niet alleen als hoofdrolspeler, maar ook als maker van de film. Hij was van mening dat hij het artistiek eigendomsrecht had. Dit kwam tot uiting bij de prijsuitreiking van het Gouden Kalf voor Beste Film in 1984. De Jonge die gewend was prijzen te weigeren, weigerde, zonder overleg met Stelling, het Gouden Kalf.

## Prijzen
- Prijs van de Nederlandse Filmkritiek (Nederlands Film Festival, 1984)
- Gouden Kalf 1984 in de categorie Beste Speelfilm;
- Gouden Kalf 1984 in de categorie Beste Acteur (Gerard Thoolen)
- Publieksprijs, São Paolo International Film Festival (Brazilië), 1985
- Speciale Prijs, IFF (Moskou), 1999
- De muziek van Willem Breuker kreeg in 1984 een Edison in de categorie Instrumentaal.